# Olympische Sommerspiele 2020/Rhythmische Sportgymnastik/Qualifikation
Für die Wettbewerbe in der Rhythmischen Sportgymnastik bei den Olympischen Sommerspielen 2020 stehen insgesamt 40 Quotenplätze zur Verfügung (26 im Einzel- und 14 in Gruppenwettkampf). Davon steht jeweils ein Platz der japanischen Delegation zu. An den Wettkämpfen nehmen ausschließlich Frauen teil. Die von den Athletinnen erkämpften Quotenplätze stehen dem jeweiligen Nationalen Olympischen Komitee zu. Im Einzelwettkampf dürfen pro NOK maximal zwei Athletinnen antreten, in der Gruppe eine Mannschaft pro NOK. Alle Athletinnen müssen vor dem 31. Dezember 2004 geboren sein.
Die Qualifikation erfolgt zum einen über die Weltmeisterschaften der Rhythmischen Sportgymnastik 2018 (Gruppe) 2019 (Einzel und Gruppe) sowie über die einzelnen kontinentalen Meisterschaften. Des Weiteren erhalten die drei besten Athletinnen der World Cup series 2020 einen Quotenplatz im Einzel. Zudem erhält eine Athletin durch Einladung der Fédération Internationale de Gymnastique (FIG) einen Quotenplatz im Einzelwettkampf zugesprochen.

## Qualifizierte Nationen
| Nation             | Einzel | Gruppe | Quotenplätze |
| ------------------ | ------ | ------ | ------------ |
| Ägypten            | 1      | X      | 2            |
| Aserbaidschan      | 1      | X      | 2            |
| Australien         | 1      | X      | 2            |
| China              |        | X      | 2            |
| Brasilien          |        | X      | 1            |
| Bulgarien          | 2      | X      | 3            |
| Georgien           | 1      |        | 1            |
| Israel             | 2      | X      | 3            |
| Italien            | 2      | X      | 3            |
| Japan              | 2      | X      | 3            |
| Kap Verde          | 1      |        | 1            |
| Kasachstan         | 1      |        | 1            |
| Mexiko             | 1      |        | 1            |
| ROC                | 2      | X      | 3            |
| Slowenien          | 1      |        | 1            |
| Ukraine            | 2      | X      | 3            |
| Ungarn             | 1      |        | 1            |
| Usbekistan         | 1      | X      | 2            |
| Vereinigte Staaten | 2      | X      | 2            |
| Belarus            | 2      | X      | 3            |
| Gesamt: 20 NOKs    | 26     | 14     | 40           |

## Einzel
| Qualifikationswettbewerb                 | Datum                  | Ort                 | Plätze | Qualifizierte Athletinnen |
| ---------------------------------------- | ---------------------- | ------------------- | ------ | ------------------------- |
| Weltmeisterschaften 2019                 | 16.–22. September 2019 | Baku                | 16 1   | Zöhrə Ağamirova           |
| Weltmeisterschaften 2019                 | 16.–22. September 2019 | Baku                | 16 1   | Borjana Kalejn            |
| Weltmeisterschaften 2019                 | 16.–22. September 2019 | Baku                | 16 1   | Katrin Tassewa            |
| Weltmeisterschaften 2019                 | 16.–22. September 2019 | Baku                | 16 1   | Linoy Ashram              |
| Weltmeisterschaften 2019                 | 16.–22. September 2019 | Baku                | 16 1   | Nicol Zelikman            |
| Weltmeisterschaften 2019                 | 16.–22. September 2019 | Baku                | 16 1   | Alexandra Agiurgiuculese  |
| Weltmeisterschaften 2019                 | 16.–22. September 2019 | Baku                | 16 1   | Milena Baldassarri        |
| Weltmeisterschaften 2019                 | 16.–22. September 2019 | Baku                | 16 1   | Sumire Kita               |
| Weltmeisterschaften 2019                 | 16.–22. September 2019 | Baku                | 16 1   | Arina Awerina             |
| Weltmeisterschaften 2019                 | 16.–22. September 2019 | Baku                | 16 1   | Dina Awerina              |
| Weltmeisterschaften 2019                 | 16.–22. September 2019 | Baku                | 16 1   | Wiktorija Onoprijenko     |
| Weltmeisterschaften 2019                 | 16.–22. September 2019 | Baku                | 16 1   | Chrystyna Pohranytschna   |
| Weltmeisterschaften 2019                 | 16.–22. September 2019 | Baku                | 16 1   | Evita Griskenas           |
| Weltmeisterschaften 2019                 | 16.–22. September 2019 | Baku                | 16 1   | Laura Zeng                |
| Weltmeisterschaften 2019                 | 16.–22. September 2019 | Baku                | 16 1   | Alina Harnasko            |
| Weltmeisterschaften 2019                 | 16.–22. September 2019 | Baku                | 16 1   | Nastassja Salas           |
| World Cup series 2021                    | 2021                   | mehrere Orte        | 3      | Ekaterina Vedeneeva       |
| World Cup series 2021                    | 2021                   | mehrere Orte        | 3      | Chisaki Oiwa              |
| World Cup series 2021                    | 2021                   | mehrere Orte        | 3      | Sabina Tashkenbaeva       |
| Afrikameisterschaften 2020               | 12. – 16. März 2020    | Scharm asch-Schaich | 1      | Habiba Marzouk            |
| Panamerikameisterschaften 2021           | 4. – 13. Juni 2021     | Rio de Janeiro      | 1      | Rut Castillo              |
| Europameisterschaften 2021               | 3. – 13. Juni 2021     | Warna               | 1      | Fanni Pigniczki           |
| Asienmeisterschaften 2021                | 8. – 10. Juni 2021     | Shantou             | 1      | Alina Adilchanowa         |
| Ozeanienmeisterschaften 2021             | 13. – 21. Mai 2021     | Gold Coast          | 1      | Lidija Jakowlewa          |
| Wildcard                                 | –                      | –                   | 1      | Márcia Lopes              |
| Neuverteilung (Weltmeisterschaften 2019) | 22. September 2019     | –                   | 1      | Salome Paschawa           |
| Gesamt                                   | Gesamt                 | Gesamt              | 26     | 26                        |

## Gruppe
| Qualifikationswettbewerb                 | Datum                  | Ort                 | Plätze | Qualifizierte Nationen |
| ---------------------------------------- | ---------------------- | ------------------- | ------ | ---------------------- |
| Weltmeisterschaften 2018                 | 10.–16. September 2018 | Sofia               | 3      | ROC                    |
| Weltmeisterschaften 2018                 | 10.–16. September 2018 | Sofia               | 3      | Italien                |
| Weltmeisterschaften 2018                 | 10.–16. September 2018 | Sofia               | 3      | Bulgarien              |
| Weltmeisterschaften 2019                 | 16.–22. September 2019 | Baku                | 5      | Japan                  |
| Weltmeisterschaften 2019                 | 16.–22. September 2019 | Baku                | 5      | Belarus                |
| Weltmeisterschaften 2019                 | 16.–22. September 2019 | Baku                | 5      | Israel                 |
| Weltmeisterschaften 2019                 | 16.–22. September 2019 | Baku                | 5      | China                  |
| Weltmeisterschaften 2019                 | 16.–22. September 2019 | Baku                | 5      | Aserbaidschan          |
| Afrikameisterschaften 2020               | 12. – 16. März 2020    | Scharm asch-Schaich | 1      | Ägypten                |
| Panamerikameisterschaften 2021           | 4. – 13. Juni 2021     | Rio de Janeiro      | 1      | Brasilien              |
| Europameisterschaften 2021               | 3. – 13. Juni 2021     | Warna               | 1      | Ukraine                |
| Asienmeisterschaften 2021                | 8. – 10. Juni 2021     | Shantou             | 1      | Usbekistan             |
| Ozeanienmeisterschaften 2021             | 13. – 21. Mai 2021     | Gold Coast          | 1      | Australien             |
| Neuverteilung (Weltmeisterschaften 2019) | 22. September 2019     | –                   | 1      | Vereinigte Staaten     |
| Gesamt                                   | Gesamt                 | Gesamt              | 14     | 14                     |